# Imágenes paganas
«Imágenes paganas» es una canción y sencillo del grupo musical de Argentina Virus, lanzada en 1986 como la única canción grabada en estudio incluida en el álbum en vivo titulado Virus Vivo.
«Imágenes paganas» es considerada una de las mejores canciones del grupo Virus, y de todo el rock en español: logró el puesto 21° en el ranking de las 100 mejores canciones del rock argentino por la Rolling Stone Argentina y MTV en 2002, puesto 35° en un ranking similar hecho en 2007 por Rock.com.ar, y puesto 35° en el ranking de las 500 mejores canciones iberoamericanas de rock por la revista estadounidense Al Borde en 2006.

## Lanzamiento
La canción fue publicada y presentada en el álbum Virus Vivo en 1986. El video musical de la canción fue grabada en la provincia de San Luis durante la gira que el grupo realizó ese mismo año por el interior de Argentina.

## Músicos
- Federico Moura - voz y guitarra electroacústica
- Julio Moura - guitarra eléctrica
- Marcelo Moura - sintetizadores
- Daniel Sbarra - sintetizadores
- Enrique Muggeti - bajo
- Mario Serra - batería electrónica

## Reediciones
Sería reeditado en 1986 por CBS Discos en Perú junto con el álbum. En 2003, el álbum fue reeditado por Sony Music y la canción fue recortada a 3 minutos.

## Reconocimientos
Las críticas recibidas sobre el sencillo fueron muy positivas durante la década de 1980 y considerada como una de las mejores canciones del grupo musical.
En 2002, fue considerada la 21° mejor canción del rock argentino entrando en la lista de los 100 mejores realizadas por la revista Rolling Stone y la cadena MTV.
También logró el puesto 35° en un ranking similar hecho en 2007 por Rock.com.ar.
Igualmente, conquistó el puesto 35° en el ranking de las 500 mejores canciones iberoamericanas de rock por la revista estadounidense Al Borde en 2006.